# Vilnohirsk
Vilnohirsk (ukrajinsky Вільногірськ; rusky Вольногорск, Volnogorsk) je město v Dněpropetrovské oblasti na Ukrajině. Leží jižně od říčky Samotkan, přítoku Dněpru, ve vzdálenosti 96 kilometrů na západ od Dnipra, hlavního města oblasti. Po administrativně-teritoriální reformě v červenci 2020 patří do nově vzniklého Kamjanského rajónu, do té doby náleželo jako město oblastního významu přímo pod oblast.
Vilnohirsk byl založen 12. srpna 1956 a městem je od roku 1965. Žije v něm přibližně 22 tisíc obyvatel.